# Orlando (paladino)
Orlando, chiamato anche Rolando o Hruodlandus, (736 – Roncisvalle, 15 agosto 778) fu un prefetto (marchese) della marca di Neustria, assurto ad eroe nella Chanson de Roland.

## Biografia
Secondo la Vita et gesta Caroli Magni di Eginardo, opera scritta tra l'829 e l'839, i Baschi massacrarono la retroguardia franca a Roncisvalle e uccisero Eggiardo, sovraintendente alla mensa del re, Anselmo, conte paladino e figlio di Roberto I di Hesbaye, Orlando e molti altri (In quo proelio Eggihardus regiae mensae praepositus, Anshelmus comes palatii et Hruodlandus Brittannici limiti praefectus cum aliis compluribus interficiuntur). Nello stesso brano, Orlando è indicato come prefetto (marchese) della marca bretone.
Carlo, non ancora imperatore, fu invitato a Saragozza da Sulayman ben Yaqzan ibn al-Arabi, wali (governatore) di Barcellona e Gerona nel 777, che si sentiva minacciato da Abd al-Rahman I, emiro omayyade di Cordoba. Carlo attraversò dunque i Pirenei, ma il wali di Saragozza Al Hossain ibn Yahia al Ansari ibn Saad al Obadi non era dello stesso avviso di Sulayman, che lo fece prendere e uccidere. Sbarrò le porte della città a Carlo che fu così costretto a fare marcia indietro. Per rappresaglia mise a ferro e fuoco Pamplona, ma la mossa non fu felice. Il 15 agosto 778 i Baschi ribelli condussero un'imboscata nello stretto passaggio di Roncisvalle e decimarono la retroguardia di Carlo, uccidendo Orlando.
La Chanson si fa risalire tra il 1070 e il 1080, mentre la versione manoscritta più antica al 1100: essa racconta come Orlando abbia esitato fino all'ultimo, prima di dare l'allarme al suo re. Avendo finalmente compreso che la disfatta era irreversibile, cominciò a suonare l'olifante con tutte le sue forze, tanto che ne morì. Il messaggio arrivò a Carlo, ma ormai era troppo tardi.
La tomba di Orlando si trova per tradizione a Blaye nella Basilica di Saint-Romain, necropoli dei duchi Merovingi d'Aquitania. La Chanson segnala che l'olifante a pezzi sia stato sotterrato sul colle di Saint-Seurin a Bordeaux. Il Codex calixtinus dello Pseudo-Turpino del 1140 descrive che nel cimitero della Basilica di Saint-Seurin riposerebbero Gaifer re di Bordeaux, Engeler duca d'Aquitania, Lamberto re di Bourges, Geler, Gelin, Renaud di Montauban, Gautier di Tiermes, Begon e "altri cinquemila valorosi" morti nella battaglia.

## L'eroe dei Pirenei
Il primo testo a lanciare Hruodlandus nell'olimpo degli eroi cavallereschi è la Chanson de Roland, scritta probabilmente a seguito della vittoriosa conclusione della prima crociata e quindi ai baschi, cristiani, vengono sostituiti i saraceni: Orlando è l'eroe per eccellenza, prototipo del paladino della cristianità, casto, austero, coraggioso e devoto al suo dovere di buon cavaliere.
Ma prima del testo scritto la storia trasmessa oralmente ha creato numerose versioni del mito.

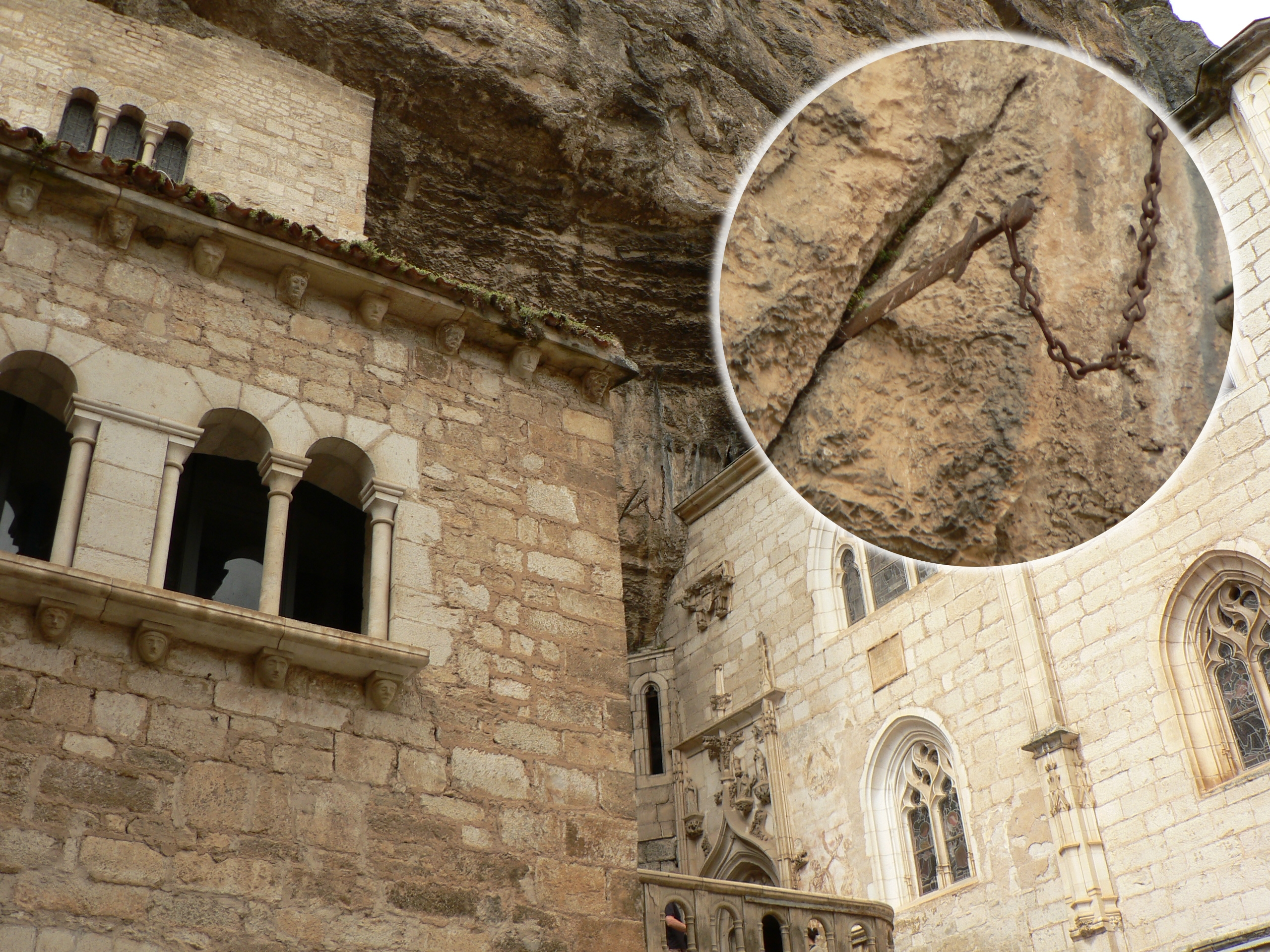
Durlindana piantata nella roccia a Rocamadour.

Orlando è un gigante che ha lasciato segni nella montagna al suo passaggio: il Salto di Roldán vicino Huesca l'avrebbe fatto il suo cavallo Vegliantino saltando le montagne e la Breccia di Orlando è una fenditura tagliata dalla sua spada Durlindana. La spada, nella cui guaina ha trovato posto un dente di San Pietro, fu recuperata: secondo diverse versioni, un turista inglese del 1845, R. Ford, la vede a Madrid; ma a Rocamadour è ancora oggi incastrata nella roccia; in un imprecisato villaggio dei Pirenei, ancora nel 1968, secondo il professor Gómez Tabanera, le donne sterili si passano sulla pancia la spada Durlindana.
Sono innumerevoli le rocce dei Pirenei che portano il suo nome (Rotllà in catalano, Errolan in basco), avendole Orlando usate nei più svariati modi.

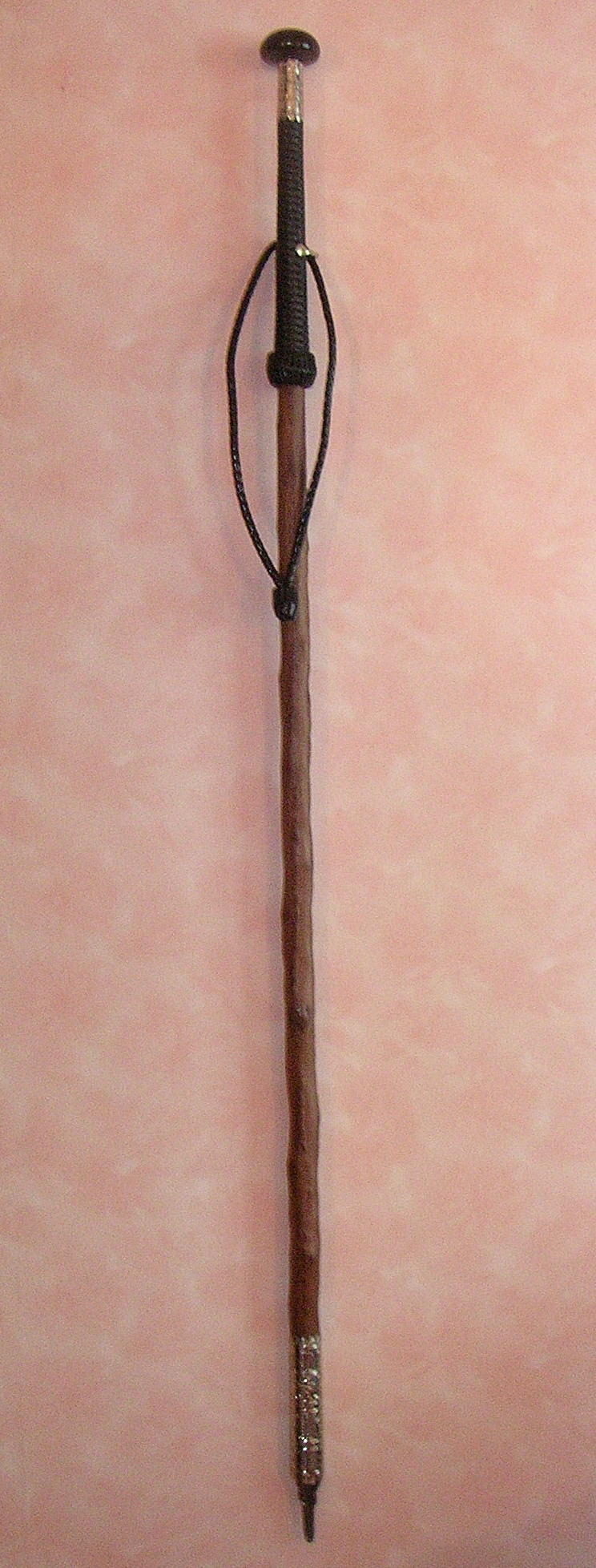
Un makhila

Nei racconti dei Paesi baschi l'infanzia di Orlando è un tema ricorrente: un pastore l'avrebbe trovato infante a succhiare dalle mammelle della sua vacca. Subito esprime la sua forza, esercitata involontariamente contro i compagni di scuola. Diventato grande si fa fare un makhila (bastone basco) di ferro "grosso come una trave" e va a combattere contro i Mairiak, ossia i Mori.

## L'eroe letterario
Numerose le opere letterarie dove appare l'eroe: la Chanson è del 1100, lo Pseudo-Turpino, una versione in prosa, del 1140, il Girart de Vienne (1180) di Bertrand de Bar-sur-Aube, la Canzone d'Aspromonte (1190), I quattro figli di Aimone, la saga norvegese di Karlamagnús. Viene citato anche nella Divina Commedia di Dante Alighieri, dapprima menzionato nel Canto XXXI dell'Inferno e poi apparendo nel Canto XVIII del Paradiso: il Sommo Poeta immagina di scorgere lo spirito del cavaliere nel Cielo di Marte, insieme ad altri famosi cavalieri crociati e combattenti per la fede. In Italia abbiamo l'anonimo franco-veneziano L'Entrée d'Espagne del 1320, Prise de Pampelune di Niccolò da Verona, la Spagna del fiorentino Sostegno di Zanobi, I reali di Francia di Andrea da Barberino, il Morgante di Luigi Pulci, l'Orlando Innamorato del Boiardo e l'Orlando Furioso dell'Ariosto, questi ultimi tre considerati opere fondamentali della letteratura italiana. Anche nelle isole Fær Øer si declamano le sue gesta nel Runtsivalstríðið.
Il poema franco-italiano Berte et Milon, narra dell'amore dei genitori d'Orlando, Berta, una sorella di Carlo Magno, e Milon, siniscalco, che in seguito a contrasti con Carlo si rifugiano a Imola, dove Berta dà alla luce Orlando.
La Chanson viene attribuita a Turoldo. Carlo Magno ha conquistato la Spagna tranne Saragozza, ultimo baluardo saraceno nella penisola iberica. Il re moro Marsilio chiede allora una tregua all'imperatore: dice di essere pronto ad arrendersi a patto che le armate franche lascino il regno musulmano. Orlando, valoroso paladino franco e nipote di Carlo, si oppone ma cade vittima di un'imboscata tesa dai Mori presso Roncisvalle. Nello scontro il prode eroe fa strage dei nemici con la sua famosa spada Durendal (Durlindana in italiano). Sopraffatto, Orlando suona l'Olifante, con tanta forza che ne muore (ma non dunque a opera dei nemici saraceni). Gli Arcangeli discendono quindi dal cielo per raccogliere la sua anima.
In molte opere del ciclo carolingio accanto a Orlando c'è il cugino Rinaldo, coraggioso e audace come lui. Ma a differenza del figlio di Milone, Rinaldo è uno spirito ribelle e insofferente all'autorità dello stesso imperatore.
La fortuna di questo personaggio in Italia sarà tale che pian piano acquisterà maggiore spazio nei racconti epici. Contemporaneamente, Carlo verrà degradato al rango di personaggio quasi comico, di vecchio rimbambito.
Ai coraggiosi conti di Chiaromonte (ossia Orlando e Rinaldo), fanno da contraltare gli infidi e meschini Maganzesi. Capostipite di questa famiglia è Gano di Maganza, colui che tradendo i cristiani ha provocato, secondo i cantari, la rotta di Roncisvalle.
La sfida tra le due famiglie ha come sfondo l'epopea della conquista della penisola iberica da parte di Carlo. A queste vicende i cantari italiani aggiungono episodi inquadrati nello scontro tra Longobardi e Franchi e, addirittura, avventure in Oriente dei paladini e amori con le principesse locali (il più famoso dei quali è quello tra Orlando e Angelica, principessa del Catai).
In area italiana il personaggio subisce alcuni adattamenti: tra le traduzioni possibili del suo nome si afferma "Orlando"; quanto alle sue caratteristiche personali, il paladino diventa, a seconda delle versioni, imolese di nascita, o sutrino, Gonfaloniere di Santa Romana Chiesa e Senatore romano.
Nelle versioni toscane i poeti sostituirono le monotone lasse a una sola rima con l'ottava.
Nel mondo siciliano si sviluppò l'Opera dei Pupi.

### Orlando Innamorato
Nell'Innamorato, come poi sarà anche nel Furioso, uno degli episodi centrali è appunto l'innamoramento del conte. Orlando assume un carattere forte e ben definito. Conserva i tratti salienti del suo personaggio secondo la tradizione e secondo (quel poco che si sa) la storia: è così buono, generoso, forte e magnanimo, e per questo è infatti e a ragione uno dei più forti paladini di Francia. Ma la novità è che nel poema il conte si trova a dover affrontare qualcosa di nuovo. Orlando, "non usato all'amorose cose", si trova preso e vinto solo con uno sguardo alla bella Angelica, ma si rivela un innamorato maldestro e goffo, a volte timido, oltre che un uomo talmente sincero e con la coscienza limpida da risultare ingenuo. Ben si può vedere quando la bella ma ingannatrice Orrigille, di cui per un breve periodo egli si invaghisce, lo raggira rubandogli il cavallo: la donna fuggendo gli dice che salendo su una roccia potrà vedere l'Inferno e il Paradiso.
Questi episodi, come anche nel poema dell'Ariosto, ben esplicano come le faccende d'amore siano sempre incerte e sfuggevoli, con risvolti a volte anche comici o divertenti nel poema, persino per un uomo tutto d'un pezzo come Orlando. Insomma il conte qui si trova ad affrontare l'unica cosa che non si può ridurre sotto l'arbitrio di nessuno, una cosa certo sublime, ma sconvolgente e spesso crudele, che riduce il nobile paladino a rincorrere l'amata supplicandola per la foresta. Orlando si trova quindi impreparato e spiazzato davanti a questo inusuale nemico: l'amore, il quale sembra inevitabilmente volto ai suoi danni. La novità del poema è anche questa, l'eroe visto sotto un nuovo aspetto, un aspetto più umano, l'eroe presentato sotto una luce nuova, in un campo in cui trova, nonostante le sue innumerevoli qualità straordinarie, immense difficoltà.

### Orlando Furioso
Nel Furioso è un personaggio a tutto tondo, lontano dagli ideali medievali, di cui incarna solo pochi ridotti aspetti. Sin dal proemio dell'opera l'autore ci preannuncia un eroe "diverso" da quello comune, un eroe nuovo. Basta solo pensare all'aggettivo che gli è attribuito già nel titolo, "furioso". Per la prima volta un prode combattente, un eroe senza macchia e senza paura, si ritrova innanzi ad una situazione che non è preparato ad affrontare, l'amore, ma non quello ideale, casto, perfetto, divino di Dante e degli scrittori precedenti, bensì una forza nuova, squisitamente materiale, che proprio per il suo carattere esclusivamente terreno affligge un animo abituato a cose grandi e quasi ultrasensibili. Il nostro eroe non può quindi che rimanere travolto e sconvolto da qualcosa che non riesce a controllare e a gestire, qualcosa che lo porta alla più assoluta pazzia, culminante con la decapitazione di un pastorello sfortunatamente imbattutosi in lui.
Sin dal primo canto è evidente come all'abilità di Orlando con la spada, che lo rende quasi splendente e superiore, non corrisponde un'altrettanta bravura nelle relazioni interpersonali, tanto che si degrada al punto da rincorrere Angelica che scappa nel bosco. E sempre più penoso diventa, nonostante tutte le evidenti prove del rapporto amoroso tra Angelica e Medoro, quando ingenuamente cerca in ogni modo di scacciare l'idea di essere stato tradito, di illudersi che le coincidenze del fato gli stiano tendendo un brutto scherzo. Induce inoltre, secondo alcuni, un senso di empietà nel lettore la scena della perdita del senno, causata dalla disperazione e dall'orrore per l'acquisita consapevolezza della natura della relazione tra la sua bella e l'umile fante saraceno; qui è racchiuso, dunque, il tema centrale del poema, ossia la follia causata dall'amore, che provoca anche il temporaneo allontanamento di Orlando dall'esercito cristiano. Una volta rinsavito, Orlando si riscatta pienamente e sarà proprio lui a uccidere il principale antagonista dei cristiani, Agramante. Negli ultimi canti la sua figura viene messa da parte per motivi encomiastici, in favore del personaggio destinato a diventare il progenitore degli Estensi, Ruggero.

### L'Orlando di Calvino
La figura di Orlando viene ripresa nel XX secolo da Italo Calvino, che ne fa il protagonista della Storia dell'Orlando pazzo per amore, parte del libro Il castello dei destini incrociati. Il personaggio ritorna come comparsa nel libro Il cavaliere inesistente.

### Nella letteratura contemporanea
Orlando è l'antagonista principale del romanzo di Giuseppe Pederiali del 1991 Donna di spade, che si pone in continuità con gli eventi narrati nell'Orlando furioso.
È citato anche nel romanzo di Ugo Moriano del 2002 L'ultimo sogno longobardo, ambientato durante la caduta del Regno dei Franchi.

## Orlando nell'arte

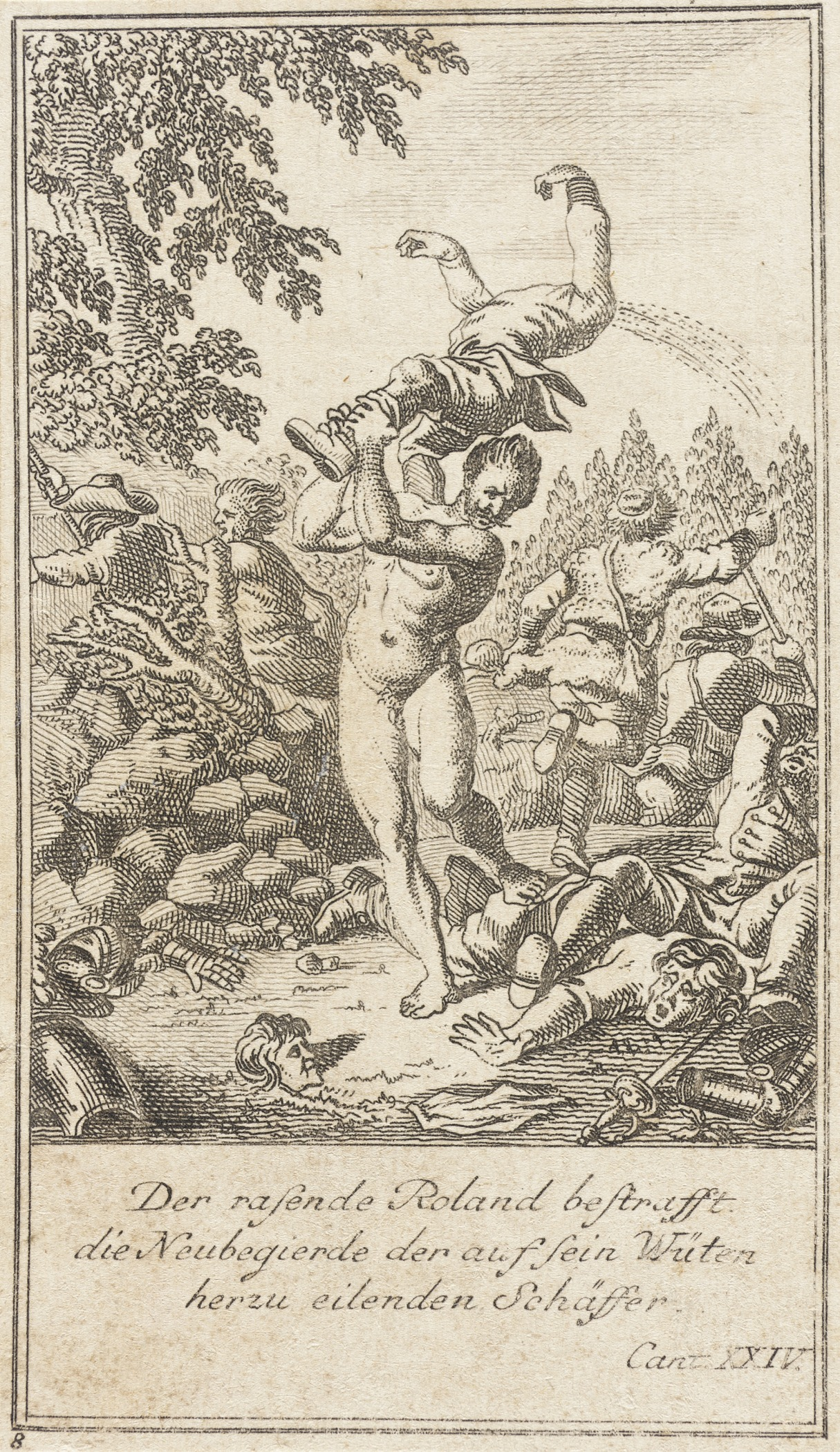
Orlando afferra il pastorello dopo averlo decapitato, illustrazione di David Berger

Diversamente da altre figure del ciclo carolingio, come Angelica, Medoro e Ruggiero, le celebrazioni di Orlando nell'arte sono tutt'altro che copiose. L'episodio maggiormente trattato è quello relativo al pastorello: una statua del Sacro Bosco di Bomarzo rappresenta Orlando che afferra lo sfortunato giovane per i piedi, non ancora decapitato; mentre in un'illustrazione di David Berger il paladino ha già reciso la testa alla sua vittima e sta per scagliarne il busto.
Una statua medievale (XII secolo) raffigurante il paladino Orlando con la sua Durlindana si trova sullo stipite sinistro del portale della facciata principale del Duomo di Verona, mentre affreschi di Giambattista Tiepolo raffiguranti scene dell' Orlando Furioso sono presenti in una sala della Villa Valmarana "Ai Nani" a Vicenza. In Germania, oltre alla statua presente a Quedlinburg, sono da annoverare anche la grande Statua di Rolando, risalente al 1404, che si trova nel centro storico di Brema, nonché quella posta presso il municipio di Brandeburgo sulla Havel. Una statua del paladino Orlando con la spada si trova a Ragusa (Dubrovnik) in Croazia e a Riga in Lettonia.

## Orlando nella musica
Claudio Monteverdi, Jean-Baptiste Lully, Antonio Vivaldi, Franz Joseph Haydn e Georg Friedrich Händel composero opere nel quale il paladino è protagonista.